# Hennie van der Linde

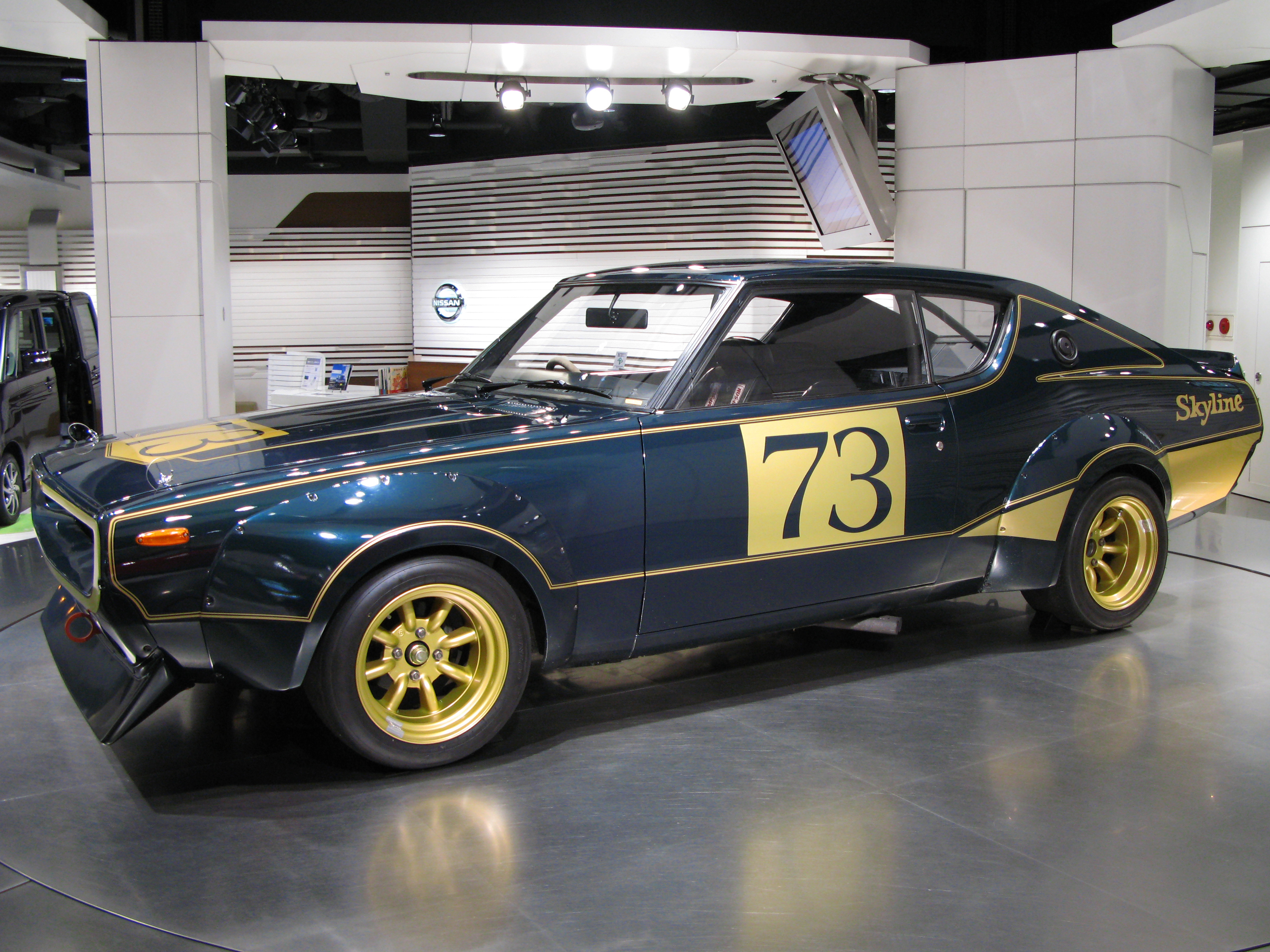
Nissan Skyline GTX. Mit diesem Rennwagenmodell gewann Hennie van der Linde 1972 die südafrikanische Tourenwagen-Meisterschaft

Hennie van der Linde ist ein ehemaliger südafrikanischer Autorennfahrer.

## Familie
Hennie van der Linde ist der Vater von Etienne und Shaun van der Linde, die beide ebenfalls Autorennfahrer waren. Auch seinen beiden Enkel Kelvin und Sheldon van der Linde sind Profirennfahrer.

## Karriere als Rennfahrer
Hennie van der Linde war in die 1970er- und 1980er-Jahren der erfolgreichste Fahrer in der südafrikanischen Tourenwagen-Meisterschaft.  Zwischen 1972 und 1986 gewann er fünfmal die Gesamtwertung dieser Meisterschaft. In den 1980er-Jahren dominierte er die Rennserie komplett. Mit unterschiedlichen Rennwagenmodellen des Nissan Skyline siegte er bei 57 Rennen in Folge.
Seine Internationalen Auftritte beschränkten sich auf Einsätze bei Langstreckenrennen auf dem Kyalami Grand Prix Circuit. Nachdem er 1975 gemeinsam mit George Santana im Datsun 1200 GX den vierten Rang beim 1000-km-Rennen von Kyalami erreicht hatte (Sieger Peter Hennige, Jochen Mass und Hans Heyer im Ford Escort II RS von Ford Köln), gelang ihm 1978, wieder mit Santana als Partner im Datsun 140Z, mit dem zweiten Gesamtrang die beste Platzierung bei diesem Rennen. 1984 zählte die Veranstaltung zur Sportwagen-Weltmeisterschaft. Neben van der Linde und Santana war Errol Shearsby dritter Fahrer im Nissan Skyline von Autoquip. Hinter den beiden Werks-Lancia LC2 von Riccardo Patrese/Alessandro Nannini und Bob Wollek/Paolo Barilla kam das Trio als Gesamtdritte ins Ziel und gewann die MB-Rennklasse.